# Laura Polli
Laura Polli (Sorengo, 7 settembre 1983) è una marciatrice svizzera.
Assieme alla sorella Marie Polli, è stata una delle migliori marciatrici svizzere. È alta 1,62 m e pesa 55 kg.
Ha partecipato a 3 edizioni di Campionati del Mondo (2013-Mosca; 2015-Pechino e 2017-Londra).
Ha partecipato ad una edizioni Campionati Europei (2014-Zurigo).

## Risultati
Possiede la miglior prestazione svizzera sui 5000 m e 50 km, il record svizzero sui 10000 m e l'ora.

## Palmarès
| Anno | Manifestazione | Sede    | Evento       | Risultato | Prestazione | Note                                     |
| ---- | -------------- | ------- | ------------ | --------- | ----------- | ---------------------------------------- |
| 2013 | Mondiali       | Mosca   | Marcia 20 km | 32ª       | 1h34"07     | Miglior prestazione personale            |
| 2014 | Europei        | Zurigo  | Marcia 20 km | 19ª       | 1h33'22     | Miglior prestazione personale            |
| 2015 | Mondiali       | Pechino | Marcia 20 km | 33ª       | 1h36"26     | Miglior prestazione personale stagionale |
| 2017 | Mondiali       | Londra  | Marcia 20 km | 49º       | 1h39'05"    | Miglior prestazione personale stagionale |

## Record personali
- 5'000m marcia: 22:36.0, 26 settembre 2009 a Losanna (miglior prestazione svizzera)
- 10'000m marcia: 45:28.53, 25 luglio 2015 a Tesserete (record svizzero)
- 5 km marcia: 23:32, 1º aprile 2012 a Lomello, Pavia
- 10 km marcia: 47:00, 9 marzo 2008 a Lugano
- 20 km marcia: 1.35:04, 9 marzo 2008 a Lugano
- 50 km marcia: 4.45:57, 19 ottobre 2005 a Scanzorosciate, BG